# Bitomus sesquimaior
Bitomus sesquimaior är en stekelart som beskrevs av Fischer 1990. Bitomus sesquimaior ingår i släktet Bitomus och familjen bracksteklar. Inga underarter finns listade.